# Альціон буроголовий
Альціон буроголовий (Halcyon albiventris) — вид сиворакшеподібних птахів родини рибалочкових (Alcedinidae).

## Поширення
Вид поширений, в основному, в південно-східній частині Африки, хоча існує роз'єднана популяція в західній частині Центральної Африки. Трапляється на висоті до 1800 м. Живе в лісах, луках з деревами, чагарниках, узліссях, а також на плантаціях, у парках і садах. Іноді трапляється біля води та може адаптуватися до приміських місць проживання.

## Опис
Рибалочка середнього розміру. У нього міцний червоний дзьоб, червоні ноги, смугастий коричневий гребінь. Верхівки крил від темно-коричневого до чорного та кобальтово-синього кольору. Пір'я хвоста і спини блакитно-блакитні.

## Спосіб життя
Раціон складається в основному з комах, але також може включати змій, скорпіонів, ящірок, пташенят, гризунів і риб.

## Підвиди
Виділяють чотири підвиди:
- Halcyon albiventris albiventris (Scopoli, 1786)
- Halcyon albiventris orientalis W. Peters, 1868
- Halcyon albiventris prentissgrayi Bowen, 1930
- Halcyon albiventris vociferans Clancey, 1952